# پومتام ویچایاچای
پومتام ویچایاچای ( تایلندی: ภูมิธรรม เวชยชัย، آرتی‌جی‌اس: Phumtham Wetchayachai، تلفظ pʰūːm.tʰām wêːt.tɕʰá.já.tɕʰāj; زاده ۵ دسامبر ۱۹۵۳) یک سیاستمدار تایلندی است که پس از برکناری سرتا تاویسین از ۱۴ تا ۱۶ اوت ۲۰۲۴ به عنوان نخست وزیر موقت تایلند خدمت کرد.  وی معاون نخست وزیر و وزیر بازرگانی تایلند در کابینه سرتا بود. 

## اوایل زندگی و شغل
پومتام در ۵ دسامبر ۱۹۵۳ در منطقه فرا ناخن، بانکوک متولد شد. او از دبیرستان مدرسه Taweethapisek فارغ التحصیل شده است. پومتام با ادامه تحصیلات عالی در سال ۱۹۷۵ مدرک لیسانس علوم سیاسی را از دانشگاه چولالونگکورن و به دنبال آن مدرک کارشناسی ارشد علوم سیاسی را در سال ۱۹۸۴ دریافت کرد.
پومتام از سال ۱۹۹۷ تا ۱۹۹۸ مدیر اجرایی شرکت شین بود.

## حرفه سیاسی

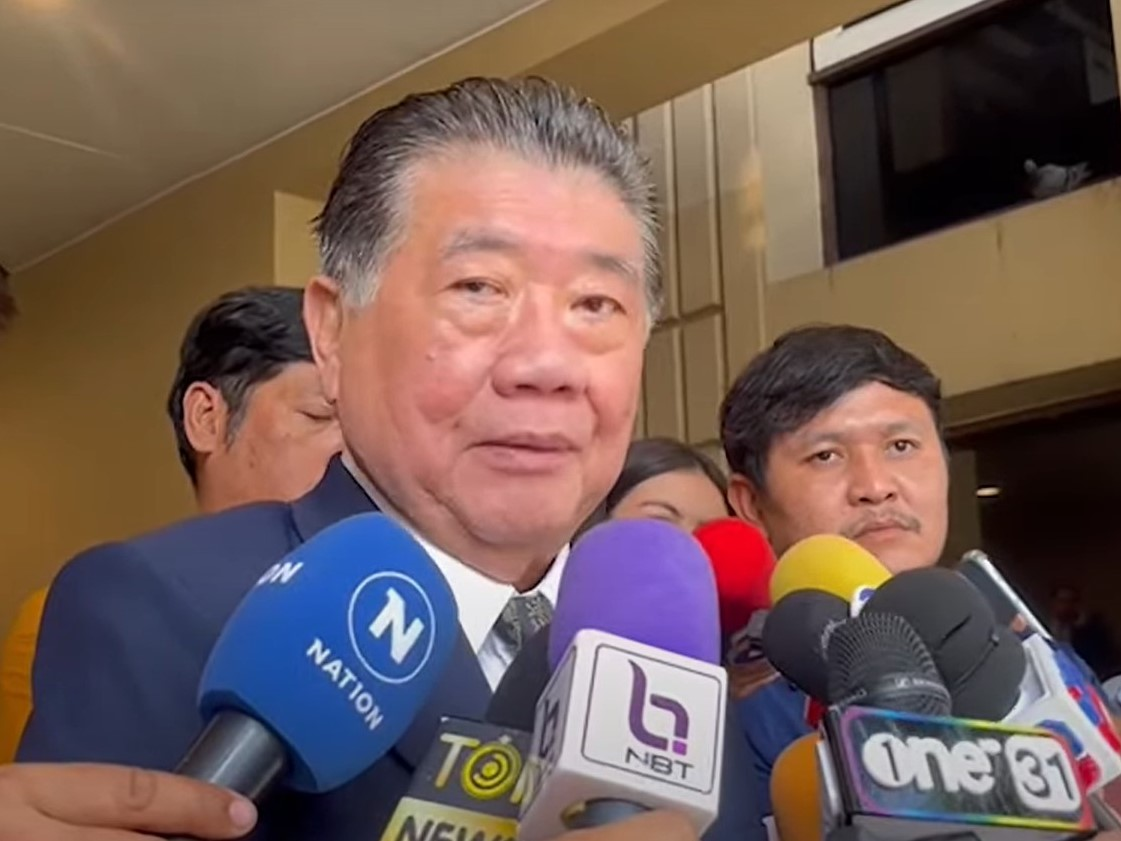
پومتام به عنوان معاون نخست وزیر در سال ۲۰۲۳

پومتام از سال ۱۹۷۷ تا ۱۹۷۸ عضو حزب کمونیست تایلند بود. او بعداً از سال ۱۹۷۸ تا ۱۹۹۷ عضو حزب دموکرات بود و سپس به حزب تای راک تای پیوست.
پومتام قبل از منصوب شدن به عنوان معاون وزیر حمل و نقل در دوره دوم نخست وزیری تاکسین شیناواترا در کابینه او به عنوان مشاور کار می کرد.
پس از کودتای ۲۰۰۶، پومتام به مدت پنج سال از هرگونه سمت سیاسی محروم شد. با بازگشت به سیاست، پومتام به عنوان دبیر کل و معاون رهبر حزب فیو تای از سال ۲۰۱۲ تا ۲۰۲۳ خدمت کرد.
پس از انتخابات سراسری تایلند در سال ۲۰۲۳، پومتام به عنوان معاون نخست وزیر و وزیر بازرگانی در کابینه سرتا منصوب شد.
در ۲۸ آوریل ۲۰۲۴، پومتام پس از استعفای پارنپری باهیدها نوکارا به عنوان سرپرست وزارت امور خارجه منصوب شد. در ۳۰ آوریل ماریس سانیامپونگسا جانشین او شد. 
در ۱۴ اوت ۲۰۲۴، پومتام پس از برکناری سرتا تاویسین توسط دادگاه قانون اساسی، به عنوان نخست وزیر موقت تایلند منصوب شد.  

## نشان‌های سلطنتی
- تایلند:

- ۲۰۲۴ –  کوردن بزرگ شوالیه، بالاترین نشان سلطنتی تایلند
- ۲۰۰۸ –  صلیب بزرگ شوالیه، بالاترین مرتبه از نشان فیل سفید